# Collotheca mutabilis
Collotheca mutabilis är en hjuldjursart som först beskrevs av Hudson 1885.  Collotheca mutabilis ingår i släktet Collotheca och familjen Collothecidae. Arten är reproducerande i Sverige. Inga underarter finns listade i Catalogue of Life.